# Ivanovo (Pančevo)
Pour les articles homonymes, voir Ivanovo (homonymie).
Ivanovo (en serbe cyrillique : Иваново ; en hongrois : Sándoregyháza ; en allemand : Alexanderkirchen ou Iwanowo) est une localité de Serbie située dans la province autonome de Voïvodine et sur le territoire de la Ville de Pančevo, district du Banat méridional. Au recensement de 2011, elle comptait 1 024 habitants.
Ivanovo est officiellement classé parmi les villages de Serbie.

## Géographie
Ivanovo est situé à 18 km de Pančevo et à 35 km de Belgrade.

## Démographie

### Évolution historique de la population
| 1948  | 1953  | 1961  | 1971  | 1981  | 1991  | 2002  | 2011  |
| ----- | ----- | ----- | ----- | ----- | ----- | ----- | ----- |
| 2 169 | 2 196 | 2 066 | 1 893 | 1 947 | 1 439 | 1 131 | 1 024 |

|  |